# Rada Miasta Gorzowa Wielkopolskiego
Rada Miasta Gorzowa Wielkopolskiego – samorządowy organ władzy uchwałodawczej w Gorzowie Wielkopolskim, sprawujący także funkcje kontrolne, złożony z radnych pochodzących z wyboru, działający na podstawie przepisów o samorządzie gminnym oraz o samorządzie powiatowym.

## Kompetencje
Radę tworzy 25 radnych wybieranych co pięć lat w wyborach samorządowych. Pierwsze wybory do rady miasta odbyły się 27 maja 1990 roku. Do 2002 roku wybierano 45 radnych. Spośród radnych wybierany jest przewodniczący i trzech wiceprzewodniczących. Rada miasta przyjmuje budżet Gorzowa Wielkopolskiego oraz kontroluje jego wykonanie, przyjmując lub odrzucając absolutorium.

## Działalność radnych
Radni uczestniczą w sesjach rady oraz na posiedzeniach komisji. Składają zapytania i interpelacje, oraz pełnią dyżury kontaktując się z mieszkańcami miasta. Terminy dyżurów radnych ogłaszane są w Biuletynie Informacji Publicznej.

### Sesje rady
Sesje rady zwoływane są raz w miesiącu. Odbywają się w sali narad (niski parter) urzędu miasta przy ul. Sikorskiego 4. 
Okazjonalnie sesje odbywają się również w reprezentacyjnych salach innych obiektów w mieście m.in. kameralnej Filharmonii Gorzowskiej czy audytoryjnej Wojewódzkiej i Miejskiej Biblioteki Publicznej im. Z. Herberta.

### Komisje rady
- Komisja Rewizyjna
- Komisja Budżetu i Finansów
- Komisja Gospodarki i Rozwoju
- Komisja Oświaty i Wychowania
- Komisja Kultury, Sportu i Promocji
- Komisja Spraw Społecznych
- Komisja Skarg, Wniosków i Petycji

## Skład rady IX kadencji (2024–2029)
| Okręg wyborczy | Koalicja Obywatelska (13 radnych)                                                    | KWW Jacka Wójcickiego (6 radnych)         | Prawo i Sprawiedliwość (5 radnych) | Trzecia Droga (1 radny)   |
| -------------- | ------------------------------------------------------------------------------------ | ----------------------------------------- | ---------------------------------- | ------------------------- |
| 1 (5 radnych)  | - Izabela Piotrowicz (743) - Ireneusz Maciej Zmora (454)                             | - Albert Madej (491) - Piotr Paluch (391) | - Jarosław Porwich (832)           |                           |
| 2 (5 radnych)  | - Halina Kunicka (964) - Paulina Szymotowicz (964)                                   | - Maciej Buszkiewicz (440)                | - Krzysztof Kielec (733)           | - Agnieszka Cierach (141) |
| 3 (5 radnych)  | - Anna Kozak (1145) - Robert Surowiec (811) - Jerzy Synowiec (563)                   | - Jan Kaczanowski (601)                   | - Tomasz Rafalski (1370)           |                           |
| 4 (5 radnych)  | - Jerzy Sobolewski (1075) - Grzegorz Ignatowicz (852) - Milena Surowiec-Sikora (365) | - Cezary Żołyński (442)                   | - Roman Sondej (1095)              |                           |
| 5 (5 radnych)  | - Piotr Wilczewski (1425) - Marta Krupa (848) - Jakub Derech-Krzycki (501)           | - Maria Szupiluk (336)                    | - Sebastian Pieńkowski (1168)      |                           |

## Skład rady VIII kadencji (2018–2024)
Przewodniczący i wiceprzewodniczący
- Przewodniczący
  - Jan Kaczanowski
- Wiceprzewodniczący
  - Krzysztof Kochanowski
  - Sebastian Pieńkowski
  - Jerzy Sobolewski

| Okręg wyborczy | KWW Jacka Wójcickiego (10 radnych)                                 | Platforma.Nowoczesna Koalicja Obywatelska (7 radnych) | Prawo i Sprawiedliwość (5 radnych) | KWW Kocham Gorzów (3 radnych)     |
| -------------- | ------------------------------------------------------------------ | ----------------------------------------------------- | ---------------------------------- | --------------------------------- |
| 1 (5 radnych)  | - Piotr Paluch (1074) - Patryk Broszko (1073) - Albert Madej (532) | - Radosław Wróblewski (721)                           | - Alicja Burdzińska (857)          |                                   |
| 2 (5 radnych)  | - Marcin Kurczyna (1128)                                           | - Halina Kunicka (1424) - Paulina Szymotowicz (592)   | - Maria Surmacz (1142)             | - Marta Bejnar-Bejnarowicz (1150) |
| 3 (5 radnych)  | - Jan Kaczanowski (1375) - Jacek Sterżeń (355)                     | - Anna Kozak (874)                                    | - Tomasz Rafalski (1160)           | - Jerzy Synowiec (1048)           |
| 4 (5 radnych)  | - Oskar Serpina (137) - Jerzy Antczak (549)                        | - Jerzy Sobolewski (1211)                             | - Robert Anacki (788)              | - Krzysztof Kochanowski (605)     |
| 5 (5 radnych)  | - Katarzyna Szymczak (276) - Przemysław Granat (368)               | - Robert Surowiec (1597) - Piotr Wilczewski (565)     | - Sebastian Pieńkowski (1518)      |                                   |

## Skład rady VII kadencji (2014–2018)
Przewodniczący i wiceprzewodniczący
- Przewodniczący
  - Robert Surowiec (do 26 czerwca 2016 roku)
  - Sebastian Pieńkowski
- Wiceprzewodniczący
  - Jan Kaczanowski
  - Sebastian Pieńkowski (do 26 czerwca 2016 roku)
  - Robert Surowiec
  - Zbigniew Syska

| Okręg wyborczy | Platforma Obywatelska (8 radnych)                 | KWW Ludzie dla Miasta (7 radnych)                           | Prawo i Sprawiedliwość (5 radnych) | SLD Lewica Razem (3 radnych)  | KWW Jędrzejczak (1 radny) | Polskie Stronnictwo Ludowe (1 radny) |
| -------------- | ------------------------------------------------- | ----------------------------------------------------------- | ---------------------------------- | ----------------------------- | ------------------------- | ------------------------------------ |
| 1 (5 radnych)  | - Patryk Broszko (291)                            | - Piotr Zwierzchlewski (557) - Grzegorz Musiałowicz (226)   | - Krzysztof Kielec (357)           |                               | - Piotr Paluch (430)      |                                      |
| 2 (5 radnych)  | - Jerzy Wierchowicz (748) - Halina Kunicka (639)  | - Zbigniew Syska (609)                                      | - Roman Sondej (623)               | - Marcin Kurczyna (389)       |                           |                                      |
| 3 (5 radnych)  | - Jerzy Synowiec (900) - Izabela Piotrowicz (175) | - Ewa Hornik (711)                                          | - Mirosław Rawa (620)              | - Jan Kaczanowski (679)       |                           |                                      |
| 4 (5 radnych)  | - Jerzy Sobolewski (614)                          | - Marta Bejnar-Bejnarowicz (956) - Michał Szmytkowski (196) | - Robert Jałowy (556)              | - Krzysztof Kochanowski (330) |                           |                                      |
| 5 (5 radnych)  | - Robert Surowiec (693) - Artur Andruszczak (277) | - Przemysław Granat (555)                                   | - Sebastian Pieńkowski (810)       |                               |                           | - Grażyna Wojciechowska (521)        |

## Skład rady VI kadencji (2010–2014)

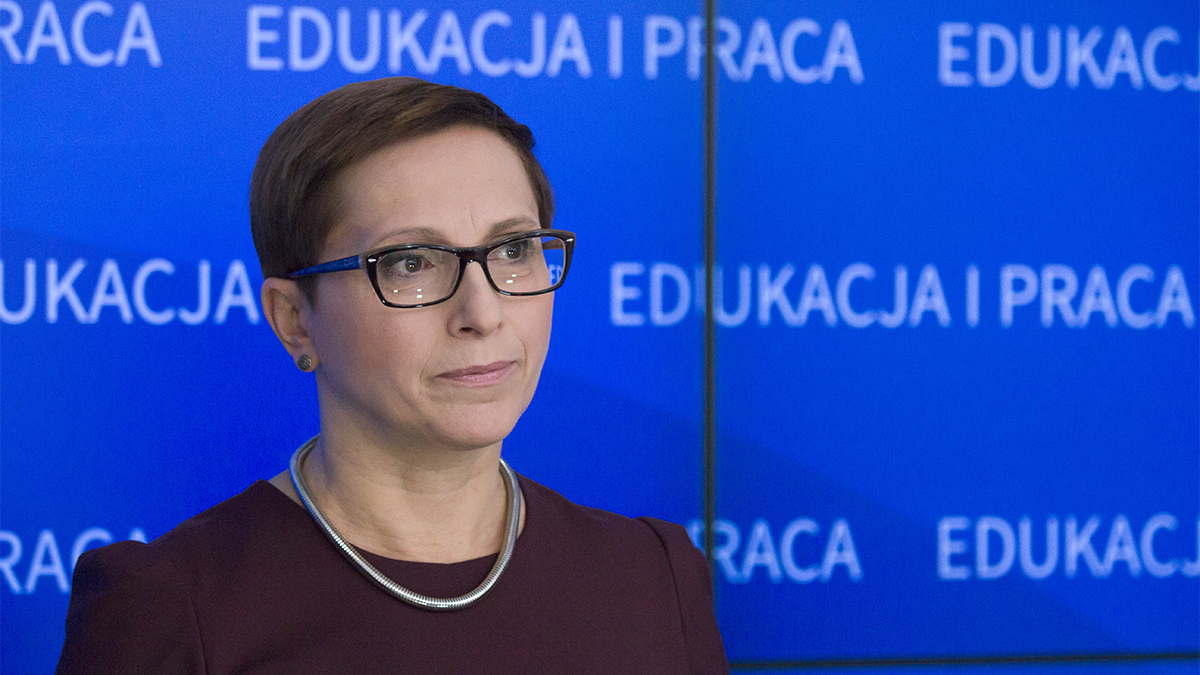
K. Sibińska – radna Platformy Obywatelskiej i do momentu uzyskania mandatu posła na Sejm VII kadencji, przewodnicząca rady miasta V i VI kadencji

Przewodniczący i wiceprzewodniczący
- Przewodniczący
  - Krystyna Sibińska (do 26 października 2011 roku)
  - Jerzy Sobolewski
- Wiceprzewodniczący
  - Jakub Derech-Krzycki
  - Jan Kaczanowski
  - Mirosław Rawa
  - Grażyna Wojciechowska (do 25 kwietnia 2012 roku)

| Okręg wyborczy | Platforma Obywatelska (9 radnych)                      | Prawo i Sprawiedliwość (6 radnych)                 | Sojusz Lewicy Demokratycznej (5 radnych) | KWW Tadeusza Jędrzejczaka – Gorzów XXI w. (5 radnych) |
| -------------- | ------------------------------------------------------ | -------------------------------------------------- | ---------------------------------------- | ----------------------------------------------------- |
| 1 (5 radnych)  | - Grażyna Ćwiklińska (290) - Radosław Wróblewski (380) | - Roman Sondej (463)                               | - Paweł Leszczyński (821)                | - Piotr Paluch (393)                                  |
| 2 (5 radnych)  | - Halina Kunicka (516)                                 | - Marek Surmacz (871) - Maciej Marcinkiewicz (186) | - Marcin Kurczyna (463)                  | - Jerzy Wierchowicz (596)                             |
| 3 (5 radnych)  | - Jerzy Synowiec (1031) - Jerzy Sobolewski (426)       | - Mirosław Rawa (701)                              | - Jan Kaczanowski (1136)                 | - Izabella Szafrańska-Słupecka (184)                  |
| 4 (5 radnych)  | - Marcin Gucia (153) - Zenon Burzawa (214)             | - Robert Jałowy (729)                              | - Jerzy Antczak (646)                    | - Jakub Derech-Krzycki (721)                          |
| 5 (5 radnych)  | - Robert Surowiec (788) - Marek Kosecki (587)          | - Sebastian Pieńkowski (976)                       | - Krzysztof Kochanowski (357)            | - Grażyna Wojciechowska (902)                         |

## Skład rady V kadencji (2006–2010)
Przewodniczący i wiceprzewodniczący
- Przewodniczący
  - Robert Surowiec (do 23 stycznia 2008 roku)
  - Krystyna Sibińska
- Wiceprzewodniczący
  - Grażyna Wojciechowska
  - Paweł Leszczyński
  - Arkadiusz Marcinkiewicz

| Okręg wyborczy | Prawo i Sprawiedliwość (9 radnych)                               | Lewica i Demokraci (6 radnych)                 | Platforma Obywatelska (6 radnych)                | KWW Tadeusza Jędrzejczaka (4 radnych) |
| -------------- | ---------------------------------------------------------------- | ---------------------------------------------- | ------------------------------------------------ | ------------------------------------- |
| 1 (5 radnych)  | - Arkadiusz Marcinkiewicz (1398) - Milena Wilińska-Surmacz (270) | - Stefan Sejwa (425) - Paweł Leszczyński (375) | - Edward Andrusyszyn (426)                       |                                       |
| 2 (5 radnych)  | - Augustyn Wiernicki (746) - Maciej Marcinkiewicz (620)          | - Roman Bukartyk (521)                         | - Halina Kunicka (221)                           | - Artur Radziński (252)               |
| 3 (5 radnych)  | - Mirosław Rawa (483) - Anna Szulc (357)                         | - Zbigniew Żbikowski (589)                     | - Jerzy Sobolewski (744)                         | - Izabella Szafrańska-Słupecka (315)  |
| 4 (5 radnych)  | - Roman Sondej (809)                                             | - Jerzy Antczak (394)                          | - Krystyna Sibińska (1014) - Łukasz Szadny (296) | - Michał Kaniowski (306)              |
| 5 (5 radnych)  | - Tadeusz Iżykowski (793) - Marek Kosecki (574)                  | - Grażyna Wojciechowska (1110)                 | - Robert Surowiec (735)                          | - Stanisław Łazowski (361)            |

## Skład rady IV kadencji (2002–2006)

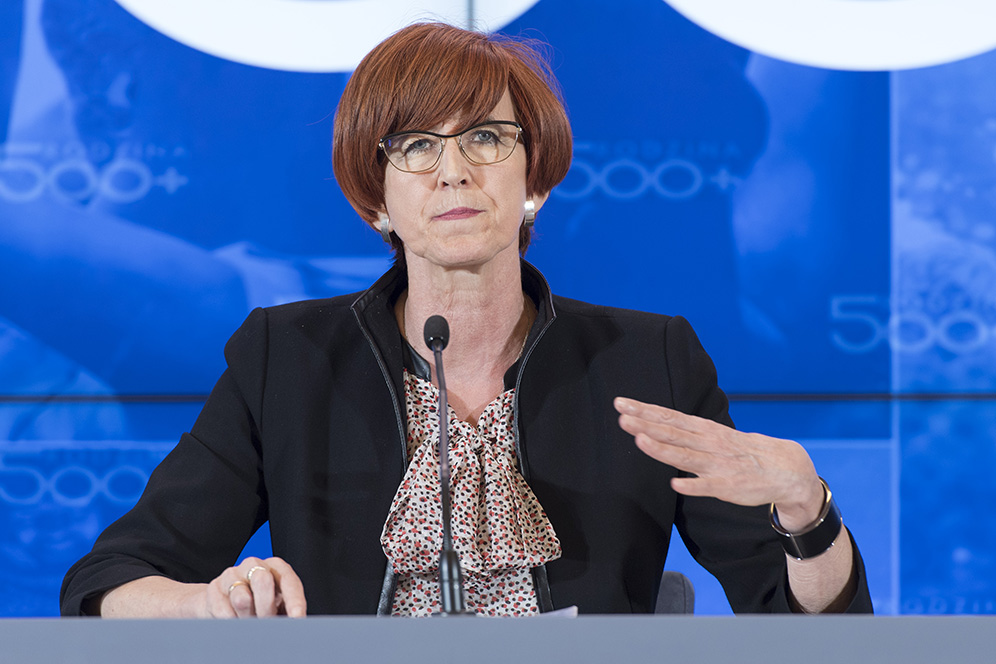
E. Rafalska – radna Komitetu Wyborczego Wyborców „Razem dla Gorzowa” i do momentu uzyskania mandatu senatora VI kadencji senatu, wiceprzewodnicząca rady miasta IV kadencji

Przewodniczący i wiceprzewodniczący
- Przewodniczący
  - Jan Kaczanowski (do 10 grudnia 2003 roku)
  - Mieczysław Kędzierski
- Wiceprzewodniczący
  - Grażyna Wojciechowska
  - Zbigniew Żbikowski
  - Waldemar Szadny (do 23 kwietnia 2003 roku)
  - Elżbieta Rafalska (do 19 października 2005 roku)
  - Arkadiusz Marcinkiewicz

| Okręg wyborczy | Sojusz Lewicy Demokratycznej – Unia Pracy (15 radnych)                       | KWW „Razem dla Gorzowa” (10 radnych)                    |
| -------------- | ---------------------------------------------------------------------------- | ------------------------------------------------------- |
| 1 (5 radnych)  | - Józef Hajdamowicz (276) - Stefan Sejwa (259) - Ewa Piekarz (258)           | - Tadeusz Horbacz (518) - Arkadiusz Marcinkiewicz (495) |
| 2 (5 radnych)  | - Jan Mokrzycki (183) - Stanisław Jałoszyński (306) - Roman Bukartyk (273)   | - Marek Surmacz (862) - Jacek Guzikowski (368)          |
| 3 (5 radnych)  | - Leszek Narusiewicz (233) - Zbigniew Żbikowski (312) - Wiktor Kulisz (271)  | - Elżbieta Rafalska (1086) - Jerzy Hrybacz (163)        |
| 4 (5 radnych)  | - Mieczysław Kędzierski (518) - Jerzy Antczak (438) - Bożena Stańczyk (365)  | - Roman Sondej (286) - Irena Franczak (239)             |
| 5 (5 radnych)  | - Grażyna Wojciechowska (1182) - Piotr Dębicki (170) - Janina Kamińska (166) | - Tadeusz Iżykowski (347) - Marek Kosecki (302)         |

## Skład rady III kadencji (1998–2002)
1. Rozalia Aleksandrowicz
2. Jerzy Antczak
3. Zenon Binaś[n]
4. Krystyna Bobrowicz
5. Antoni Bochenko
6. Ziemowit Borowczak
7. Roman Bukartyk
8. Franciszek Cempel[o]
9. Anna Czechowicz-Zalewska
10. Józef Teofil Finster
11. Irena Franczak
12. Artur Gurec
13. Mariusz Guzenda
14. Jacek Guzikowski
15. Józef Hajdamowicz
16. Jerzy Hopfer
17. Tadeusz Horbacz
18. Jerzy Hrybacz
19. Tadeusz Iżykowski
20. Roman Jabłoński
21. Tadeusz Jankowski
22. Jan Jarosz[p]
23. Jan Kaczanowski
24. Janina Kamińska
25. Mieczysław Kędzierski
26. Marek Kosecki
27. Wiktor Kulisz
28. Zbigniew Luboiński[q]
29. Arkadiusz Marcinkiewicz
30. Zdzisław Nadolny
31. Leszek Narusiewicz
32. Ewa Piekarz
33. Elżbieta Rafalska
34. Mirosław Rawa
35. Mieczysław Rzeszewski
36. Przemysław Samociak
37. Roman Sondej[r]
38. Bożena Stańczyk
39. Cezary Symonowicz
40. Anna Szulc
41. Marek Świst[s]
42. Tadeusz Walczowski
43. Maria Walczyńska-Rechmal
44. Grażyna Wojciechowska
45. Zbigniew Żbikowski

## Skład rady II kadencji (1994–1998)
1. Krystyna Bobrowicz
2. Ryszard Bronisz
3. Władysław Czyżewski
4. Jakub Derech-Krzycki
5. Mieczysław Dubowicz
6. Józef Teofil Finster
7. Maciej Fleischer[t]
8. Irena Franczak
9. Mariusz Guzenda
10. Józef Hajdamowicz
11. Tadeusz Horbacz
12. Jerzy Hrybacz
13. Tadeusz Jankowski
14. Jan Jarosz
15. Stanisław Jaroszewicz
16. Jan Kochanowski
17. Jan Koniarek
18. Jan Korol
19. Jan Kozłowski
20. Kazimierz Kuświk
21. Władysław Kurdziel
22. Marek Lewandowski
23. Władysław Madej
24. Arkadiusz Marcinkiewicz
25. Grzegorz Milto
26. Leszek Narusiewicz
27. Andrzej Pawlik
28. Elżbieta Płonka
29. Włodzimierz Puczyński
30. Elżbieta Rafalska
31. Mirosław Rawa
32. Tadeusz Rawiak[u]
33. Mieczysław Rzeszewski
34. Wiesław Sampolski
35. Zbigniew Staszak
36. Marek Surmacz
37. Cezary Symonowicz
38. Anna Szulc
39. Maria Walczyńska-Rechmal[v]
40. Tomasz Walkowiak[w]
41. Stefan Wiesiołek
42. Grażyna Wojciechowska
43. Grzegorz Wojciechowski
44. Zbigniew Żmijewski
45. Stanisław Żytkowski

## Skład rady I kadencji (1990–1994)
1. Rozalia Aleksandrowicz
2. Jan Bartoszewicz
3. Ewa Bąk
4. Jacek Bobrowicz
5. Stefan Capiński[x]
6. Władysław Czyżewski[y]
7. Henryk Downar-Zapolski
8. Kazimierz Duczemiński
9. Jacek Dudziński
10. Waldemar Flugel[z]
11. Roman Gawroniak
12. Tadeusz Horbacz
13. Jerzy Hrybacz
14. Edward Janiszewski
15. Mirosława Kalinowska
16. Henryk Kamiński
17. Czesław Karliński
18. Władysław Klimek
19. Józef Kłobuszyński[aa]
20. Jan Kochanowski
21. Jan Koniarek
22. Marek Konikowski
23. Jan Korol
24. Waldemar Kowalski
25. Robert Krasowski
26. Mariusz Król
27. Ryszard Kulczycki
28. Władysław Madej
29. Arkadiusz Marcinkiewicz
30. Kazimierz Marcinkiewicz
31. Mirosław Marcinkiewicz
32. Andrzej Pieńkowski
33. Mirosław Rawa
34. Roman Ropela
35. Mieczysław Rzeszewski[ab]
36. Ryszard Sawicki
37. Sławomir Sroka
38. Tadeusz Stachowiak
39. Marek Surmacz
40. Cezary Symonowicz
41. Anna Szulc
42. Nikodem Wolski
43. Henryk Woronko
44. Zbigniew Zięba
45. Piotr Zych